# Lubojna
Lubojna – wieś w Polsce położona w województwie śląskim, w powiecie częstochowskim, w gminie Mykanów.
| SIMC    | Nazwa   | Rodzaj    |
| ------- | ------- | --------- |
| 0138879 | Dudki   | część wsi |
| 0138885 | Pasieka | część wsi |
| 0138891 | Tylin   | część wsi |

W latach 1952–1954 miejscowość była siedzibą gminy Lubojna. W latach 1954–1972 wieś należała i była siedzibą władz gromady Lubojna. W latach 1975–1998 miejscowość administracyjnie należała do województwa częstochowskiego.